# خارادا
خارادا (به لاتین: Kharada) یک منطقهٔ مسکونی در روسیه است که در داغستان واقع شده‌است.